# Science et Vie micro
Pour les articles homonymes, voir SVM.
 (mai 2010).
Si vous disposez d'ouvrages ou d'articles de référence ou si vous connaissez des sites web de qualité traitant du thème abordé ici, merci de compléter l'article en donnant les références utiles à sa vérifiabilité et en les liant à la section « Notes et références ».
Science et Vie micro, devenu SVM, était un magazine français mensuel traitant de micro-informatique, d'Internet et des nouvelles technologies, créé en décembre 1983 et disparu en juillet 2010.
Initialement lancé par le groupe de presse familial Excelsior Publications comme dérivé de leur magazine vedette Science et Vie, il passe en septembre 2009 entre les mains du groupe 01, éditeur notamment du mensuel informatique L'Ordinateur individuel. En septembre 2010, décision est prise de fusionner les deux titres sous le nom de L'Ordinateur individuel-SVM. À la suite d'une nouvelle fusion en avril 2013 avec Micro Hebdo, le magazine est arrêté. Un nouveau magazine est lancé sous la marque 01net. Delphine Sabattier, ancienne rédactrice en chef de SVM, est rappelée pour ce lancement et dirige la rédaction aux côtés de Jean-Joël Gurviez, ex-éditeur des mensuels Capital et Management.

## Histoire

### Genèse
Excelsior Publications est l'éditeur du magazine scientifique populaire français Science et Vie dont le premier numéro date de 1913. Le succès de l'Ordinapoche, un ordinateur en carton conçu et réalisé par Joël de Rosnay, publié en 1981 par Science et Vie, pousse Paul Dupuy à réfléchir à l'opportunité d'une déclinaison du magazine consacrée à l'informatique. La décision est prise en 1983. L'objectif est de traduire l'esprit didactique de Science et Vie dans un magazine qui mettrait la micro-informatique à la portée de tous. Le premier numéro du magazine est épuisé en quelques jours et doit faire l'objet d'un retirage (220 000 exemplaires vendus). La diffusion mensuelle moyenne s'établit rapidement autour de 120 000 exemplaires, ce qui assure son succès auprès des annonceurs. Au fil du temps, la filiation à Science et Vie se fait plus discrète et disparaît du logo : Science et Vie Micro, devient SVM tout court. Une déclinaison du journal entièrement consacrée au Macintosh d'Apple, sort en 1988 sous le nom de SVM Macintosh (Science et Vie Micro Macintosh), qui devient rapidement SVM Mac.

### Positionnement
Sur ce segment de presse, les autres magazines de l'époque, L'Ordinateur individuel, et MicroSystèmes, sont, au moment du lancement de SVM, des magazines de hobbyistes, plutôt techniques, destinés à une population d'initiés. SVM, destiné au plus grand nombre allie la découverte de la pratique de l'ordinateur, l'explication des techniques, le suivi de l'actualité, le décodage des changements de société qu'entraînent le développement de l'informatique pour tous, des tests de produits logiciels et matériels, des guides d'achat et un cahier de programmes.
La première équipe
Yves Heuillard est rédacteur en chef. Jeune ingénieur, il vient de chez Hewlett-Packard. Il est passionné par la vulgarisation scientifique. Frédéric Dardel, jeune polytechnicien passionné par les ordinateurs et les jeux de rôles, est associé au projet dès les premières réflexions sur le titre par la direction du groupe Excelsior. Il est conseiller scientifique de la rédaction et l'auteur d'une série d'articles qui allient magistralement la vulgarisation des sciences et l'apprentissage de la programmation. Frédéric Dardel est aujourd'hui président de l'université Paris-Descartes et conseiller de la direction du CNRS. Petros Gondicas et Yann Garret, respectivement rédacteur en chef adjoint et chef de rubrique, journalistes de formation, sont les décodeurs subtils et perspicaces d'une actualité technique et économique qui change le monde. Seymour Dinnematin, informaticien, formateur et ancien enseignant à l'école des Ponts, est l'autorité technique incontestée du journal. Yvon Dargery dirige le laboratoire de test, le premier du genre créé par un journal dans le monde. Le scénariste Philippe Bernalin et le dessinateur Jacques Armand mettent en scène le personnage d'Amélie Disquette, dans une bande dessinée à épisodes de style belge, à vocation didactique et amusante. La disparition prématurée de Philippe Bernalin reste gravée dans la mémoire du journal. Françoise Roux, secrétaire générale de rédaction assure le miracle de la fabrication mensuelle d'un journal chahuté par une actualité explosive. Michèle Grange, directrice artistique, et Thierry Morin, photographe, donnent à SVM sa dimension esthétique, totalement novatrice à l'époque pour ce type de presse.
Innovations éditoriales
Dès le premier numéro, le journal ne fait pas de différence entre les petits micro-ordinateurs dits « familiaux », représentés à l'époque par les Commodore 64 et ZX Spectrum et les micro-ordinateurs professionnels sérieux représentés par l'IBM PC. La sortie du Macintosh au début de l'année 1984, et l'arrivée de micro-ordinateurs compatibles IBM PC, toujours plus puissants et toujours moins chers, donnera raison à ce positionnement. Le magazine est le premier au monde à mettre au point et à publier des tests et comparatifs de la puissance des ordinateurs. Un service d'assistance téléphonique des lecteurs, SVM Assistance est mis en place dès l'origine. Il est animé par Bruno Ferret. C'est le véhicule des retours d'expériences des lecteurs que le journal fait partager dans ses colonnes. Le cahier de programmes est supervisé par Frédéric Dardel, sous le nom de plume de Frédéric Neuville, associe l'art de la programmation avec la science amusante. 

### Grands dossiers et hors-séries
SVM a lancé une collection originale de hors-séries qui approfondit les thèmes forts de l'actualité high tech. Le premier du genre est paru fin 2007 et est entièrement consacré à l'essor de la robotique grand public ; il se nomme « Le grand show des robots : Ils vont vous faire craquer ! »
SVM publie aussi des hors-séries « pratique », qui ont pour vocation à aider les lecteurs à maîtriser au mieux un usage. Ces numéros spéciaux offrent un panel d'articles très proches des préoccupations des utilisateurs : avec des sujets pédagogiques sur les technologies, des informations consommateur sur les prix, et des pas à pas pour s'y mettre.
Quatre numéros sont parus : 
- Le Guide de survie Windows (2007) ;
- Internet facile (2008) ;
- Boostez votre PC (2008) ;
- Spécial Photo (2008).

### Revente et fusion
À l'occasion de l'absorption d'Excelsior par Mondadori en 1997, le journal est vendu au groupe de presse hollandais VNU (devenu Nielsen), puis revendu à Volnay Publication en 2007. Volnay est racheté en 2009 par le groupe 01 (NextRadioTV), qui annonce le 23 avril 2010 l'arrêt de la diffusion de SVM et sa fusion avec L'Ordinateur individuel. Le dernier numéro (no 294) est daté de juillet-août 2010. Le magazine était également associé à un site Internet.

## Hadopi
Pour la seule fois de son histoire, en mai 2008, SVM s'est engagé contre un texte de loi, « Création et Internet » (connu aussi sous le nom de loi Hadopi), et a lancé une pétition afin d'interpeller les députés sur les dangers de la cybersurveillance et les coupures d'accès à Internet prévus par cette loi. En mars 2009, juste avant le passage de la loi devant l'Assemblée nationale, la pétition recueillait plus de 50 000 signatures dont une soixantaine issues de personnalités politiques, associatives et du Net. La liste de tous les signataires est publiée sur le site spécial Hadopi de SVM.

## Diffusion
| Année             | 2002    | 2003    | 2004    | 2005    | 2006    | 2007    | 2008    | 2009   |
| ----------------- | ------- | ------- | ------- | ------- | ------- | ------- | ------- | ------ |
| Nb. d'exemplaires | 113 159 | 116 984 | 127 882 | 130 901 | 127 337 | 120 044 | 115 755 | 84 998 |